# Наперковская, Стася
Стася Наперковская (фр. Stacia Napierkowska, при рождении Рене Клер Анжела Элизабет Наперковская, фр. Renée Claire Angèle Élisabeth Napierkowski; 16 сентября 1891, Париж — 11 мая 1945, Париж) — французская актриса и танцовщица польского происхождения, снимавшаяся в эпоху немого кино. В период с 1908 по 1926 снялась в 86 фильмах.

## Биография
В 1913 году была арестована в Нью-Йорке, так как её танец был признан неприличным. Выступила режиссёром фильма «L’Héritière de la manade».
Умерла в Париже 11 мая 1945 года. Похоронена на кладбище Батиньоль.

## Избранная фильмография
- 1908 — Саломея
- 1909 — Лукреция Борджиа
- 1910 — Клеопатра — вестница
- 1910 — Семирамида — Семирамида
- 1910 — Калиостро, авантюрист, химик и маг / Cagliostro, aventurier, chimiste et magicien — Лоренца
- 1911 — Собор Парижской богоматери — Эсмеральда
- 1912 — Упрямая любовь
- 1912 — Любовь Дюбарри / Un amour de la du Barry — Жанна Дюбарри
- 1912 — Трагическая любовь Моны Лизы / Le tragique amour de Mona Lisa
- 1912 — Макс — законодатель мод
- 1913 — Макс — тореадор
- 1915 — Вампиры — Марфа Кутилова
- 1917 — Трагический финал императора Калигулы / La tragica fine di Caligula imperator — Эгли
- 1922 — Атлантида — королева Антиния
- 1922 — Иншалла / Inch'Allah — Зила
- 1926 — Les frères Zemganno — Фанни Томпкинс